# قزل داغ عجم
قزل‌ داغ عجم هي قرية في مقاطعة ماكو، إيران. يقدر عدد سكانها بـ 360 نسمة بحسب إحصاء 2016.